# Kjell Håkonsen
Kjell Håkonsen (23. december 1935 – 18. april 2011 i Sandnes) var en norsk travtræner og kusk. I løbet af sin karriere deltog 5531 løb og opnåede i alt 1094 sejre. Han var mest kendt for at have trænet og kusket hestene Spikeld og Rex Rodney, som af mange regnes som Norges bedste travheste gennem tiderne. Håkonsens største sejr i karrieren, var da han vandt Elitloppet på Solvalla med Rex Rodney i 1986. Han var bosat i Sandnes og var tilknyttet Forus Travbane, hvor der hvert år køres et løb til ære for ham.